# Финляндия (симфоническая поэма)
«Финляндия» (фин. Finlandia) — симфоническая поэма финского композитора Яна Сибелиуса. Первый вариант написан в 1899 году (как последняя часть цикла симфонических картин к праздникам в честь финской печати), аранжирована для фортепиано и получила современное название в 1900 году. Заключительная часть поэмы, «Гимн Финляндии», известна как самостоятельное произведение и исполнялась с разными текстами на протяжении XX века.

## История создания
Конец XIX века в Финляндии характеризовался подъёмом национального самосознания и попытками правительства России этому воспрепятствовать путём ужесточения цензуры. В феврале 1899 года император Николай II опубликовал манифест, ограничивавший автономию Великого княжества Финляндского, что в свою очередь вызвало протест в Финляндии, в том числе и в кругах деятелей искусства. Среди деятелей, возмущённых политикой метрополии, был и композитор Ян Сибелиус, который, как указывает сайт Sibelius.fi, посчитал своей задачей отразить этот протест в музыке (эта точка зрения не является общепринятой; так, современный биограф Сибелиуса Вейо Муртомяки подчёркивает, что сам Сибелиус относился к своим произведениям в первую очередь именно как к музыке, а не как к политическим декларациям).
В течение года Сибелиус написал пьесы «Песня афинян» и «Таяние льдов на реке Улео» (на слова поэта С. Топелиуса, в которых звучит лейтмотив «Я родился свободным и свободным умру»), а в октябре создал цикл симфонических картин, приуроченный к празднествам в честь финской печати. В цикл входили увертюра и шесть картин, иллюстрирующих историю и мифологию финского народа:
- Песня Вяйнямёйнена
- Крещение финнов
- Герцог Юхан в замке Турку
- Финны в Тридцатилетней войне
- Великая ненависть (посвящённая тактике «выжженной земли» и карательным операциям российской армии в Финляндии в ходе Северной войны в 1714—1721 годах)
- Пробуждение Финляндии

Выручка от исполнения произведения должна была пойти в финский газетный пенсионный фонд, но одновременно оно задумывалось как выступление в свободу слова против цензуры российского генерал-губернатора Бобрикова.
Последняя картина, «Пробуждение Финляндии», была позже в том же году и в начале 1900 года переработана в самостоятельную симфоническую поэму. Было решено, что произведение будет исполняться в ходе европейского турне дирижёра Роберта Каянуса, и по совету друга Сибелиуса, Акселя Карпелана, оно получило название «Родина». В ноябре 1900 года Сибелиус завершил работу над фортепианной аранжировкой произведения, которой, также по совету Карпелана, дал название «Финляндия». В феврале 1901 года Каянус уже дирижировал симфонической поэмой под её новым, сохранившимся до настоящего времени, названием. Вскоре была опубликована новая, улучшенная версия музыки, а в 1911 году в виде оркестровой сюиты вышли переработанные «Исторические картины», в которые была снова включена «Финляндия». Сибелиус продолжал работу над этой сюитой до февраля 1921 года.
Однако «Финляндия» приобрела широкую известность сама по себе. Её адаптировали для военного оркестра в 1909 году, для хора с оркестром в Англии в 1925 году и даже для ансамбля маримб в 1940 году. На напевную музыку заключительной части поэмы, известную как «Гимн Финляндии», были написаны многочисленные песни, содержание которых не имело ничего общего с родиной Сибелиуса. Сочинялись тексты и в самой Финляндии, и в 1937 году 70-летний Сибелиус получил по почте текст, написанный тенором Вяйне Сола. На основе текста Сола Сибелиус написал хоровую версию «Гимна Финляндии». Наибольшую популярность, однако, завоевал текст Вейкко Коскенниеми, исполненный в 1940 году.
Хотя это произведение и не стало официальным гимном Финляндии, оно широко известно у себя на родине. Интересно, что на музыку «Финляндии» был положен настоящий гимн сепаратистского государства Биафра, существовавшего в конце 1960-х годов на территории Нигерии.
Сам Сибелиус, хотя и оценивал «Финляндию» как «хорошую композицию», не выделял её среди других своих произведений. Уже в 1911 году он удивлялся: 

Все остальные (кроме критиков) восторгаются этой композицией, незначительной по сравнению с другими моими работами.Оригинальный текст (англ.)Everybody else [except the critics] cheers at this composition, which is insignificant compared with my other works
Личный секретарь Сибелиуса, Сантери Левас, отмечал, что если в очередном письме Сибелиусу с просьбой об автографе упоминались лишь «Финляндия» и «Грустный вальс», то автор письма в их глазах не считался серьёзным любителем музыки.

## Музыка
Поэма открывается грозным мотивом в исполнении медных духовых инструментов, напоминающим о том, что в ранней редакции она следовала сразу за симфонической картиной «Великая ненависть». Сила звука быстро возрастает от forte к fortissimo. Медным отвечают деревянные духовые, ведущие возвышенную, «святую» мелодию, и струнные, привносящие в музыку «человеческий» голос. Начавшись в медленном темпе, музыка затем ускоряется до Allegro moderato. Вслед за фанфарными призывами деревянные духовые начинают спокойный, торжественный гимн, который подхватывают струнные. Медные духовые, вернувшись, ведут мелодию к торжествующему финалу, в котором до конца прослушивается тема гимна.